# Les Russes arrivent (film, 1968)
Pour les articles homonymes, voir Les Russes arrivent.
Pour plus de détails, voir Fiche technique et Distribution.
Les Russes arrivent (Die Russen kommen) est un film de guerre est-allemand réalisé par Heiner Carow. Tourné en 1968 et censé sortir la même année, il a été censuré jusqu'en 1987 où il est effectivement sorti en salles.
Le réalisateur Heiner Carow a néanmoins utilisé certaines scènes de ce film dans son film suivant, Karriere (de), sorti en 1971.

## Synopsis
En mars 1945 dans un village de la mer Baltique, Günter Walcher, 16 ans, fait partie des Jeunesses hitlériennes tout en croyant en la victoire finale. Avec sa compagne Christine, il retrouve le corps d’un soldat sur la plage. Alors que Christine s’enfuit horrifiée, Günter est impressionné par le fait que le soldat est tombé au combat. Un garçon russe de l’âge de Günter arrive peu après vient également au corps avant de s’en aller en chantant. Un peu plus tard, le garçon est pourchassé par des membres des Jeunesses hitlériennes. C’est Günter qui le poursuit jusqu’au toit dans une salle vide et l’affronte. Lorsqu’il essaie de faire prisonnier le jeune aux autorités, le garçon est abattu par un policier et tombe mort dans les profondeurs sous les yeux de Günter. Ce dernier reçoit la Croix de fer, 2e classe, pour son acte et les journaux en parlent. À la maison, sa mère l’accueille avec une célébration à l’occasion de l’honneur. Le père de Günter a été tué au front en Russie et l’instituteur de Günter, qui se sent responsable du garçon, tente de le purifier en lui explique que la guerre est perdue mais Günter refuse de l'admettre.
Il va plus tard au cinéma avec Christine regarde Kolberg avant d'être envoyés combattre au front. Sa mère et Christine lui proposent de le cacher jusqu’à la fin de la guerre mais Günter lui déclare que c'est son devoir.
Arrivé près des zones de combats, son unité prend position dans une maison où il s’endort et rêve du garçon russe et de son père. Quand il se réveille, il est seul. Il court jusqu’au village suivant, mais il n’y a personne à voir. Il attend, découragé, et est récupéré par des Russes dans une jeep peu de temps après. La jeep heurte une mine et les occupants meurent hormis Günter survit qui s’enfuit auprès de Christine. Ses parents, cependant, renvoient Günter lorsque les Russes arrivent au village. Le père de Christine, qui n’a jamais fait partie du NSDAP, se suicide. Günter, quant à lui, se rend chez sa mère et y est arrêté par les Russes.
En prison, Günter, fermement convaincu que la justice ne peut pas devenir mauvaise d’un seul coup, avoue avoir fait partie des Jeunesses hitlériennes et avoir reçu la Croix de fer pour la capture d’un garçon russe. Il l’avait fait pour l’Allemagne et son père déchu aurait certainement été fier de lui. Ce n’est que par une lettre de son père que Günter se rend compte que son père cherchait délibérément la mort au front parce qu’il ne pouvait plus supporter le meurtre d’innocents. Günter est confus, mais refuse de révéler le nom du policier qui a tiré sur le garçon. Günter couvre également les autres enfants qui étaient présents lors de l’action. Le policier est néanmoins retrouvé et arrêté. Lorsque le policier veut s’assurer du silence de Günter sur le crime, Günter le tue dans un délire. Dans son imagination, le garçon russe assassiné lui apparaît encore et encore en plus de son père, à qui il montre, entre autres, le principe de la boîte diable. Günter finit par s’effondrer et dit aux gardes qui se précipitent sur les lieux qu’il n’est pas un meurtrier et qu’il ne veut pas être le seul coupable. Il est emmené dans une ambulance. 
Un peu plus tard, la Wehrmacht annonce sa totale reddition.

## Fiche technique
- Titre original : Die Russen kommen ou Um den Preis unseres Lebens
- Titre français : Les Russes arrivent[2]
- Réalisateur : Heiner Carow
- Scénario : Claus Küchenmeister (de), Heiner Carow
- Photographie : Jürgen Brauer (de)
- Montage : Evelyn Carow (de)
- Musique : Peter Gotthardt (de)
- Sociétés de production : Deutsche Film AG
- Pays de production :  Allemagne de l'Est
- Langue de tournage : allemand
- Format : Noir et blanc - 2,35:1 - Son mono - 35 mm
- Durée : 95 minutes (1h35)
- Genre : Film de guerre
- Dates de sortie :
  - Allemagne de l'Est : 3 décembre 1987
  - Allemagne de l'Ouest : février 1988 (Berlinale 1988)

## Distribution
- Gert Krause-Melzer : Günter Walcher
- Viktor Perevalov (ru) : Igor
- Dorothea Meissner (de) : Christine
- Norbert Christian (de) : Père Bergschicker
- Karla Runkehl (de) : Mère Bergschicker
- Vsevolod Safonov : Golubkow
- Rolf Ludwig (de) : Père Walcher
- Lissy Tempelhof (de) : Mère Walcher
- Hans Hardt-Hardtloff (de) : un policier
- Claus Küchenmeister (de) : Willi